# 3ف8
3ف8 (أو 3F8) هو جسم مضاد وحيد النسيلة نوعه كريين مناعي ج 3 منشأه فأري يرتبط بـ(GD2).
يستخدم في اكتشاف وعلاج ورم الخلايا البدائية العصبية، ولغرض تصوير هذا النوع من الوره يستخدم مع واحد من نظائر اليود المشع 124 و131.